# フォーティテュード作戦
フォーティテュード作戦（フォーティテュードさくせん、英：Operation Fortitude）は、第二次世界大戦において、ノルマンディー上陸作戦（オーバーロード作戦）に付随して連合軍が行った欺瞞作戦のコードネームである。
この作戦のひとつは、ノルウェー侵攻を装ったフォーティテュード・ノースで、もうひとつはフランス上陸作戦の目的地がノルマンディーではなくパ・ド・カレーであるとドイツ軍に信じさせることを狙ったフォーティテュード・サウスであった。
フォーティテュード・サウスは第二次世界大戦の中で最も成功した、そして恐らく最も重要な欺瞞作戦のひとつだったと言える。

## 目的
フォーティテュード作戦の主要な目的は、ノルマンディー周辺に展開する敵戦力を可能な限り小規模に抑え、連合軍の勝利を確実なものとすることだった。同じく重要視されたのは、ノルマンディーの橋頭堡に向かうドイツ軍予備戦力の動きを遅らせ、連合軍に大損害を与える可能性のある逆襲を妨げることだった。以上の理由から本計画は、連合軍がノルマンディーだけではなくスカンジナビア方面やパ・ド・カレー方面にも上陸を狙っているようにドイツ軍に信じさせる事を狙っていた。

## 体制
1944年の連合国による欺瞞作戦に関する全体的な戦略計画は、ロンドン・コントローリング・セクションによって計画され、ボディーガード作戦として実施された。しかし、このような欺瞞作戦の実際の指揮は、その架空の作戦を発動する方面の指揮官の任務だった。オーバーロード作戦のための架空の作戦の実行は、ドワイト・D・アイゼンハワー大将の指揮下にある連合国遠征軍最高司令部（Supreme Headquarters Allied Expeditionary Force、以下「SHAEF」と表記）の責任だった。
欺瞞作戦を処理するため、SHAEF内に「Ops(B)」と呼ばれる特別なセクションが設置され欺瞞作戦を指導した。

## 手段
当初の計画では、5つの主な枠組みを使って欺瞞作戦を起こすことになっていた：
1. 物理的なペテン……木製の戦車あるいは上陸用舟艇のような偽物の施設や道路、それに装備等を用いて実在しない部隊の存在を信じさせる事[* 2]。
2. 中立国を経由してドイツに送られる外交チャンネルを使った、制御された情報漏洩。
3. 無線交信……実在しない部隊が生み出すであろう無線交信を模擬し、敵に傍受させることによってその部隊が実在すると誤認させる事。
4. ダブルクロス・システムによって英国が転向させたドイツのスパイを使って、ドイツの諜報局に偽情報を送る事。
5. FUSAG（米第1軍集団）のような架空の集団と関連付けた有名な人事を公表する事（最も有名なのは著名な戦車指揮官であるジョージ・パットンを第1軍集団の司令官に任命したこと）。

しかしフォーティテュード作戦の進行中、ドイツ空軍による英国本土の空中偵察はほとんど行われず、また英国国内に連合軍の手に落ちていなかったドイツのエージェントがもはや存在しなかったこともあり、物理的な欺瞞はほとんど意味がなかった。「外交ルートを使った情報漏洩」は、信頼性に乏しく中止された。大部分の欺瞞は偽の無線交信とドイツの二重スパイを使って実行されたが、後に後者の方が遥かに重要な役割を果たしたと言う事が分かった。
フォーティテュード作戦はSHAEFが統括したが、ロンドン・コントローリング・セクションは「特別な手段」と呼ばれた外交チャンネルと二重スパイの使用に関する責任を持ちつづけた。

### 二重スパイ
当時ドイツは、英国におよそ50人のスパイを送り込んでいたが、B1A（MI5の防諜部門）はその全員を捕捉する事に成功し、一部の者を二重スパイとして雇っていた。B1Aは非常に優秀だと言われ、ドイツが英国に送り込んだスパイ全員が、実際にはMI5の手中に落ちていたことをドイツ側は最後まで知らなかった。MI5は彼らを通じてドイツ諜報機関に侵攻作戦の誤った情報を流す事を計画した。それらのスパイを通じてドイツに送られる間違った情報や報告書は、欺瞞作戦担当官がドイツ軍に与えたいイメージや印象に沿うように注意深く統制された。
フォーティテュード作戦のための3人の主要な二重スパイは以下の通り：
- ガーボ - フアン・プホル、スペイン（カタルーニャ）人[2]。ドイツ側のコードネームは「アラベル」。スペイン内戦を通じてファシズムと共産主義に対して嫌悪感を持つようになり、イギリスを助けるためドイツ諜報組織に雇われる事にした奇人（ドイツ諜報組織に入る前に英国にアプローチした時は断られている）。彼はドイツ諜報組織のために英国内に於いて最大27人にもなる巨大なスパイ網を作りあげたが、実際は彼以外のスパイは全員架空の人物で、実在しなかった[2]。巨大なスパイ網もそのスパイ網からもたらされる情報も全てフォーティテュード作戦の一環だったのである[2]。皮肉な事に彼はDデイの後にドイツから鉄十字章を与えられた[* 5]。また、ガーボは二重スパイとしての働きを英国に認められ英国から大英帝国勲章も受章している（ただしスパイとしての働きを公式に認めるのは危険だったため極秘での授賞だった）。
- ブルータス - ポーランド軍士官のロマン・ガービー＝チェルニアウスキー[3]。ポーランド占領後はフランスで連合軍のためのスパイとして活動していたが情報が漏洩しドイツ軍に逮捕される。その後、仲間を救うためにドイツのスパイとして働くチャンスを提供され英国に派遣されたが到着してすぐに英国の諜報組織に自首し、その後は英国のスパイとして偽の情報を送り続けた。戦後ポーランドが共産化してしまったため祖国に帰れず、英国で亡くなっている。
- トライシクル - ユーゴスラビア人の弁護士ドゥシュコ・ポポフ[3]。ドイツ側のコードネームは「イヴァン」。ドイツ語が堪能でドイツ人の友人が多かったが実はナチスを嫌悪しており、ドイツ国防軍諜報部にスパイとして雇われ英国に送られた直後にロマンと同じように英国側に寝返っている。

## フォーティテュード・ノース
フォーティテュード・ノースはスカンジナビアに対する架空の侵攻作戦で、2つの部分から構成されていた。第一は、ドイツ軍の撤退に伴って防御が弱くなったであろうドイツ占領下にあるスカンジナビアのいずれかの部分の再占領計画である。第二は、ノルウェーに対する襲撃である。
この作戦に割り当てられた（架空の）部隊は英第四軍で、スコットランドに位置していた。ドイツがスコットランドを空中から偵察することはほぼ不可能だったので、二重スパイを使って偽の情報を送り、無線通信員が英第四軍隷下の架空の部隊の同士の無線交信を装った。同時に、スウェーデン上空で偵察飛行を行う権利や緊急着陸した飛行機に燃料を補給する権利のような、ノルウェー侵攻のときに有用であろう譲歩を得るため、英国の外交官が中立国のスウェーデンで交渉を始めた。これらの交渉は実際にスウェーデンからそれらの権利を得ること自体が狙いではなく、交渉の内容がドイツ側に流れて連合国側がスウェーデンでの軍事行動を真剣に検討している、と誤認させる事を意図して行われた。
この結果ドイツ軍は連合軍によるノルウェー上陸を現実の脅威として捉え続け、その地に駐屯していた40万近くの兵力を動かす事無くスカンジナビア方面に駐屯させ続ける事となった。
英第四軍を構成している部隊は1944年を通じて変化した。本当の役割と編成を書類上偽装しただけの実在の部隊も含まれたが、全くの架空の部隊も多く含まれていた。作戦のピーク時点における編成は次の通りだった：

英第四軍（架空。司令部エディンバラ）
- 英第二軍団（架空。司令部スターリング）
  - 第55師団（北部アイルランド）
  - 第58師団（架空。アバルー）
  - 第113独立歩兵旅団（オークニー諸島とシェトランド諸島に駐屯）
- 英第七軍団（架空。司令部ダンディー）
  - 英第52歩兵（ローランド）師団（ダンディー）
  - 米第55歩兵師団（架空。アイスランド）
  - 米レンジャー大隊3個大隊（架空。アイスランド）
- 米第十五軍団（北部アイルランド）
  - 米第2歩兵師団
  - 米第5歩兵師団
  - 米第8歩兵師団

## フォーティテュード・サウス
フォーティテュード・サウスは、連合軍のフランス上陸がパ・ド・カレーで行われるであろうことをドイツ軍に信じさせることを狙って実施された。パ・ド・カレーはイギリスから一番近いフランスの沿岸であり、その海岸の防衛が困難であったために、戦略的な側面から見た場合侵攻地点としては非常に論理的だった（ただしドイツ軍もそれに気づいておりフランス沿岸ではもっとも多くの施設が建設され、最も多くの兵によって守られていた）。これにより、侵攻作戦実施時ノルマンディー地域に駐屯するドイツ兵の数を可能な限り減らす事も重要視されていたが、それより重要な事は上陸直後の数日間、ドイツ軍がノルマンディー地域に大規模な援軍を送り込むのを阻止する事であった。上陸作戦を開始した時、ノルマンディーに対する攻撃は実は陽動であり本格的な上陸はパ・ド・カレーだとドイツ軍首脳部に信じさせる事を期待されていた。

### クイックシルバー作戦
フォーティテュード・サウスの最も重要な要素はクイックシルバー作戦だった。
クイックシルバー作戦は、バーナード・モントゴメリーの下の英第二十一軍集団（本物のノルマンディー侵攻戦力）と米第1軍集団（First United States Army Group、通称FUSAG。パットン中将指揮下の実在しない軍集団）から成る2つの軍集団が、パ・ド・カレーへの海峡横断のためにイギリス南西部に配置されたとドイツ軍に思わせる事を狙っていた。
偽の侵略計画を記述した文書をドイツ軍に与えるわけではなく、その代わりに紛らわしい戦闘序列を作成する事が許可された。イギリスからヨーロッパ本土への大規模な侵攻を開始するためには、軍の作戦立案者は、積み込み地点から一番近い上陸するであろう地域を囲むように部隊を設定する以外にほとんど選択肢が無かった。
実際、FUSAGの司令部が英国南東部にあると言う情報を得たドイツの諜報機関は侵略兵力の重心がカレーであると誤認してしまった。この欺瞞により現実味を持たせるために周辺の地域には多くの偽の建物が建設され、ダミーの自動車と上陸用舟艇が積み込み地点になりそうな場所の周辺に置かれ、その兵力の大きさに見合った莫大な量の偽の無線交信が交わされた。
このような規模の欺瞞は、Ops(B)を通じたMI5、MI6、SHAEF、および軍隊を含む多くの組織からの協力を必要とした。種々の欺瞞機関から提出された情報は、ジョン・ベヴァン中佐によって組織化されて、彼の指揮の下にロンドン・コントローリング・セクションから各組織に配信された。

## 結果
通常このような欺瞞作戦が成功したか否か後にならなければ分からないものだが、この場合連合軍はこれらの欺瞞作戦の有効性や効力を容易に確認する事ができた。 エニグマのようなドイツ軍の暗号を解いて得られたULTRA情報により、フォーティテュード作戦に対するドイツの最高司令部の反応を窺い知る事が可能だったからだ。ドイツ軍の反応からドイツ軍首脳部がFUSAGの存在を深刻なものとして捕らえている事を知った連合軍は、Dデイの後もかなりの期間パ・ド・カレーを脅やかしているFUSAGなどの架空の部隊をまるで存在しているように扱い、1944年9月くらいまでその欺瞞を維持し続けた。そのため実際はノルマンディー上陸作戦の途中で第3軍の指揮を執るためにパットン中将がフランスに渡った事もしばらくの間機密扱いされていた。
欺瞞が見事に成功したため、ドイツ軍首脳部はいつか必ず来ると信じていたパ・ド・カレーに対する攻撃に備えてその地域の部隊を動かさなかった。結局その攻撃が来る事はなく、ドイツ軍が時間を空費している間に、連合軍はノルマンディーの貧弱な橋頭堡を維持し増強する事ができた。これは連合軍の作戦成功に大きく貢献した。
途中からエルヴィン・ロンメルやゲルト・フォン・ルントシュテットのような前線指揮官はノルマンディー上陸は陽動ではなく主攻撃ではないかと疑い始め、ノルマンディー方面の連合軍を撃破するために後方に下げてあった装甲師団の出動許可をヒトラーに求めていたが、未だにパ・ド・カレーに連合軍の主力が上陸すると言う幻想に囚われていたヒトラーはそれを許可しなかった。結局装甲師団の出動許可が出たのは連合軍がノルマンディーを完全に確保してからだった。また、戦後連合軍はドイツ軍司令部からノルマンディー上陸作戦直前にドイツ軍がスパイなどから得た情報を基に作成した英国内の部隊配置図を入手したが、その配置図に書き込まれていた情報は見事に英国がスパイを通じて漏洩させた情報そのままだった。

## 成功の理由
この作戦がこれほど成功した理由には、いくつかある：
- 敵に誤報を送る経路としてエージェントを育てるという、英国の諜報部門によってとられた長期的視点[* 6]。
- エニグマ暗号によって暗号化された、アブヴェール（国防軍情報部）とドイツの最高司令部の間で交わされるメッセージを読むためのULTRAの使用。欺瞞作戦の効果を速やかに確かめる事ができた。これは閉ループ欺瞞システムを早くに採用した例の1つ。
- 英航空省の諜報副監督（科学担当）R・V・ジョーンズが、本当の侵攻地域の中ではすべてのレーダーステーションを攻撃したのに対して、その外の2つを襲うべきであるという戦術的な欺瞞を強く主張した事[* 7]。
- ドイツの諜報部門の大規模な機械化と、種々の組織の間の競争。

## 小説におけるフォーティテュード作戦
Eye of the Needle (針の眼) は、連合軍の欺瞞を発見して、ドイツの指導者に知らせるために奔走するナチのスパイについての小説であり、後に映画化された。The Unlikely Spy は、フォーティテュード作戦を実行する連合軍と、本当の作戦を見破ろうとするドイツのエージェントの両方に焦点を合わせた小説である。